# Пољеск
Пољеск (рус. Полесск) град је у Русији у Калињинградској области.

## Становништво
| 1939. | 1959. | 1970. | 1979. | 1989. | 2002. | 2010. |
| ----- | ----- | ----- | ----- | ----- | ----- | ----- |
| 6.544 | 5.435 | 5.601 | 6.338 | 6.859 | 7.681 | 7.581 |